# دیابلریتز
دیابلریتز (به لاتین: Diablerets) یک توده‌کوه در سوئیس است که در کانتون برن واقع شده‌است. دیابلریتز ۳٬۲۱۰ متر بالاتر از سطح دریا واقع شده‌است.